# Anacaena suturalis
Anacaena suturalis är en skalbaggsart som först beskrevs av Leconte 1866.  Anacaena suturalis ingår i släktet Anacaena och familjen palpbaggar. Inga underarter finns listade i Catalogue of Life.